# Zvonice ve Rvišti
Dřevěná zvonice stojí v katastrálním území Rviště obce Orlické Podhůří v okrese Ústí nad Orlicí v Pardubickém kraji. Je chráněná kulturní památka České republiky.

## Historie
Původní dřevěná zvonice patří k tzv. technickým stavbám a je poprvé doložena v roce 1753. V soupisu majetku obce z roku 1853 je uvedena v dobrém stavu. Původně zvonice stála uprostřed obce. V roce 1960 byla zbourána a na okraji obce u silnice III/3121 postavena kopie původní zvonice z 18. století. Původně sloužila k ohlašování živelných pohrom, zejména ohně, vznikla po vydání tzv. Ohňového patentu, který obsahoval protipožární opatření. 
Kolem zvonice vede značená  turistická stezka z Brandýse nad Orlicí přes Zátvor, Rviště do Ústí nad Orlicí.

## Popis
Zvonice je dřevěná stavba štenýřové konstrukce s roubeným přízemím na osmiboké nízké kamenné podezdívce. Roubená část přechází do vysoké osmiboké stanové střechy, ze které vybíhá čtyřboká hranolová věž zvonice, ukončená nízkou kuželovou stříškou. Střechy jsou kryté šindelem, těleso věže a zvonového patra je bedněné prkny. Vstup do zvonice je ukončen segmentovým záklenkem. 
Původní zvonice z 18. století měla roubenou část z tesaných trámů, šindel střechy zasahoval do větší výšky. Bednění věže a zvonového patra bylo společné provedeno dlouhými prkny a kuželová střecha byla vyšší se strmějším sklonem.